# دارسي جونسون
دارسي جونسون (بالإنجليزية: Darcy Johnson)‏ هو لاعب كرة قدم أمريكية أمريكي، ولد في 11 فبراير 1983 في سانت أوغسطين في الولايات المتحدة.

## وصلات خارجية
- دارسي جونسون على موقع مرجع كرة القدم المحترفة.كوم (الإنجليزية)